# Chapelle Sainte-Croix de Sedona
Pour les articles homonymes, voir Sainte-Croix.
La chapelle Sainte-Croix (en anglais : chapel of the Holy Cross) est une chapelle catholique panoramique construite dans les mesas de Sedona en Arizona, conçue par l'architecte Marguerite Brunswig Staude et achevée en 1956. 
Elle est l'une des attractions touristiques principales de la région.

## Galerie d'images

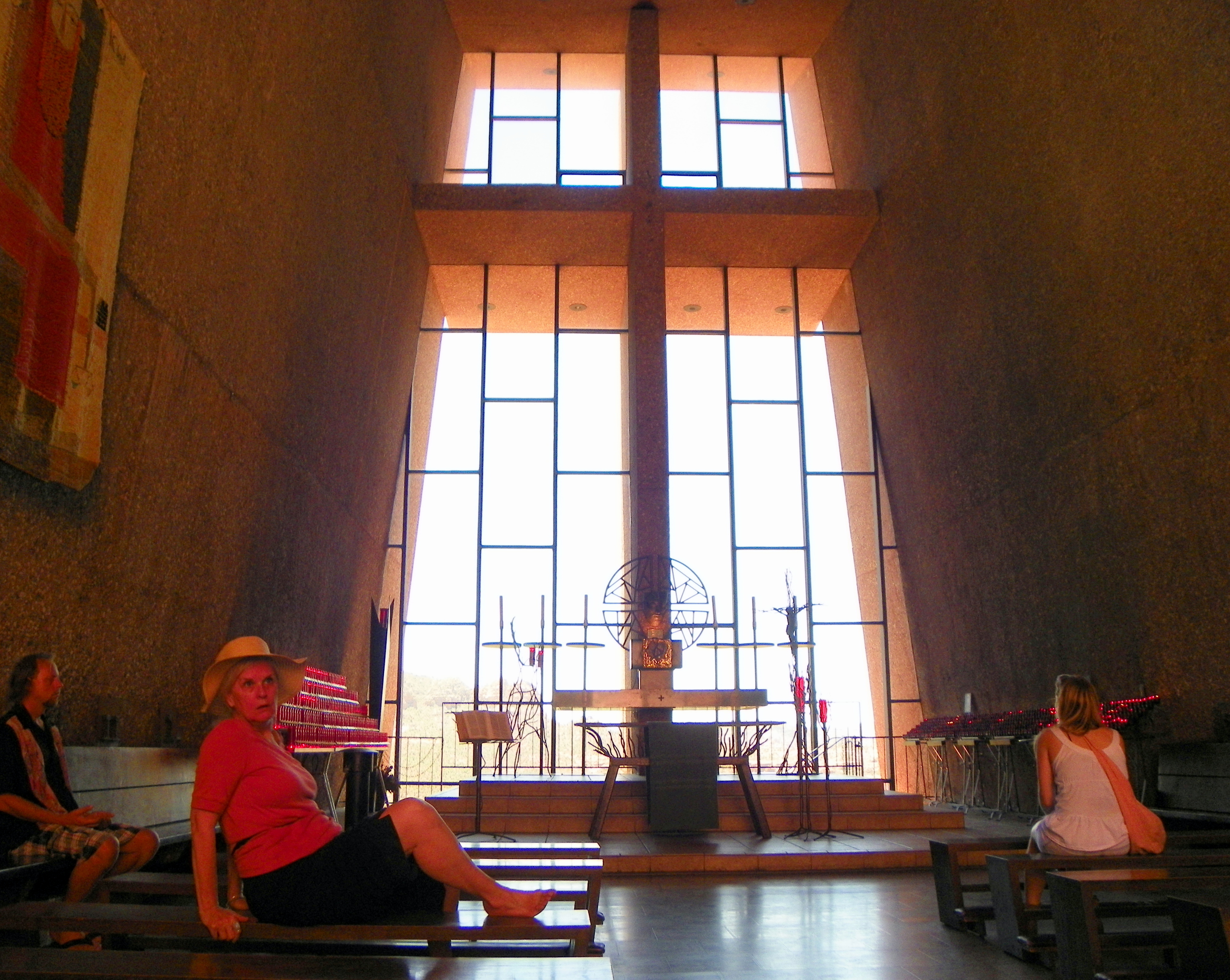
L'intérieur
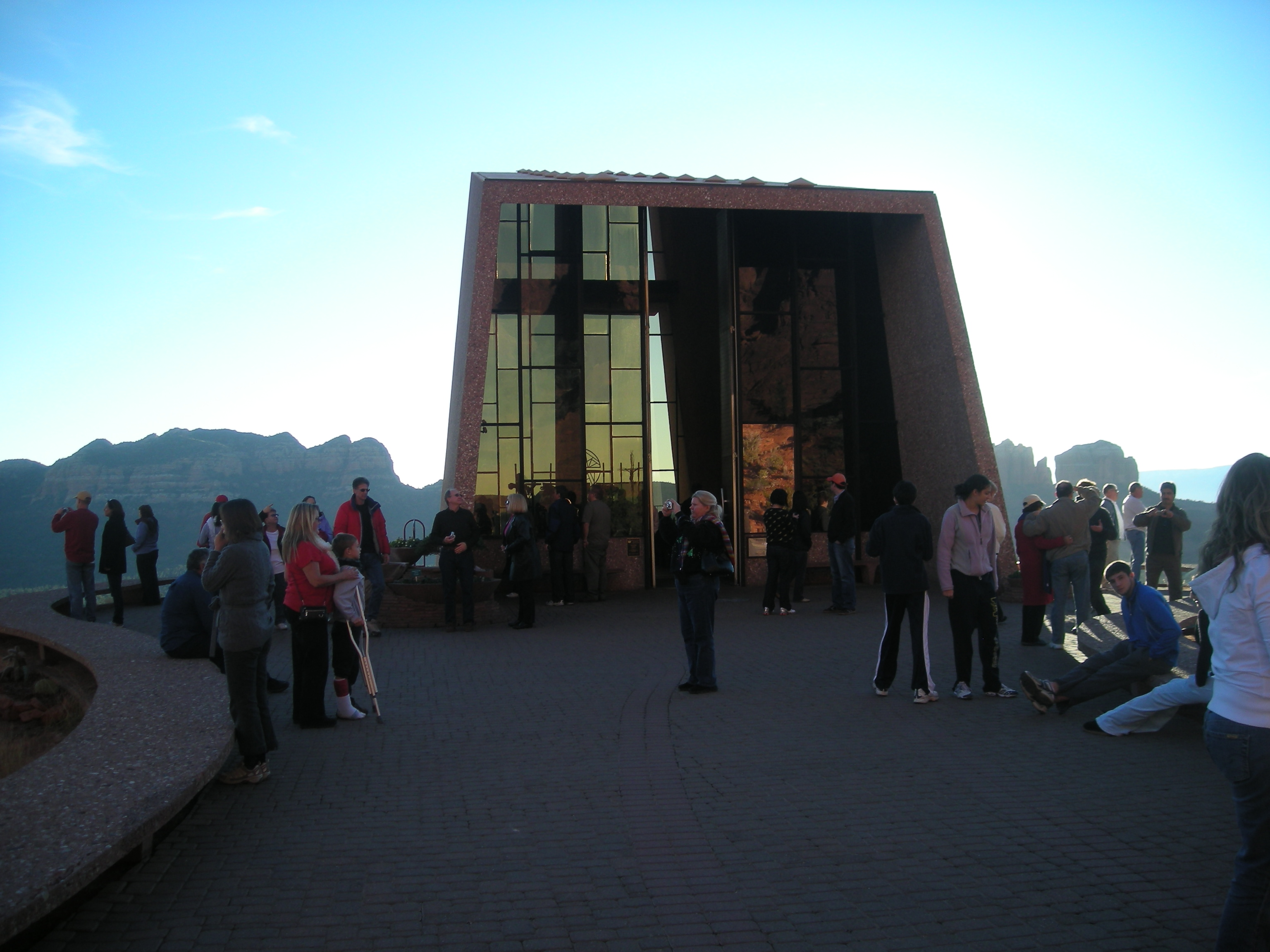
L'entrée